# Myrmarachne maratha
Myrmarachne maratha là một loài nhện trong họ Salticidae.
Loài này thuộc chi Myrmarachne. Myrmarachne maratha được Benoy Krishna Tikader miêu tả năm 1973.